# Pequeña Guerra en Hungría
La Guerra Chiquita o Pequeña Guerra de Hungría (alemán: Kleinkrieg) es un nombre dado a una serie de conflictos entre los Habsburgo y sus aliados y el Imperio Otomano entre 1529 (tras el asedio de Viena) y 1552 (el fin del asedio de Eger). Ambos lados sufrieron muchas bajas durante la guerra con el resultado de que las campañas en Hungría no cesarían hasta 1566. Si bien en general, los otomanos tenían la sartén por el mango, la guerra no produjo ningún resultado decisivo. El ejército otomano se mantuvo muy potente en el campo abierto, pero a menudo se perdía una cantidad significativa de tiempo asediando las muchas fortalezas de la frontera húngara y sus líneas de comunicación eran peligrosamente amenazadas. Al final de la pequeña guerra, el empuje de Turquía en Europa central efectivamente había sido detenido, pero las fuerzas de los Habsburgo habían fracasado en todos sus intentos por recuperar la totalidad de Hungría.

## 1530
Siguiendo al fallido asedio de Viena de Suleiman en 1529, Fernando pone en marcha un contraataque en 1530 para recuperar la iniciativa y vengar la destrucción traída por los 120.000 hombres del ejército de Suleiman.
La respuesta de Suleiman llegó en 1532 cuando lideró un ejército masivo de más de 120.000 hombres para sitiar Viena de nuevo. Fernando retiró a su ejército, dejando sólo 700 hombres sin cañones y algunas armas para defender Guns (Kőszeg). Durante el sitio de esta plaza, el Gran Visir de los otomanos, Ibrahim Pasha, no se dio cuenta de lo mal defendida que estaba Koszeg; de hecho Constantinopla en 1453 había estado mejor defendida. Sin embargo, bajo la dirección del capitán croata Nikola Jurišić, la ciudad luchó contra cada asalto. El resultado exacto de la batalla se desconoce, ya que cuenta con dos versiones que difieren en función de la fuente. En la primera versión Nikola Jurišić rechazó la oferta de rendirse en condiciones favorables, y en la segunda versión, la ciudad fue ofrecida en términos de una rendición nominal. En cualquier caso, los otomanos se retiraron a la llegada de las lluvias de agosto. Durante su retirada, sufrieron una derrota en la batalla de Leobersdorf contra un ejército imperial dirigido por Federico II, elector palatino.
El Tratado de Constantinopla (1533) fue firmado entre Fernando y Suleiman. Juan Szapolyai fue reconocido como rey de Hungría como un vasallo otomano. Sin embargo, los otomanos reconocieron la tierra bajo dominio de los Habsburgo en Hungría. 
Este tratado no satisfizo a Juan Szapolyai o Fernando cuyos ejércitos comenzaron a lanzar escaramuzas a lo largo de las fronteras. Fernando decidió dar un golpe decisivo en 1537 enviando a sus generales más capaces para tomar Osijek, violando el tratado. El asedio fallo y condujo a la Batalla de Gorjani, que fue un desastre de magnitud similar a la de Mohács cuando un ejército de socorro otomano rompió la resistencia de los austriacos.
Sin embargo, en lugar de atacar nuevamente Viena, Suleiman envió un ejército de 8000 hombres de caballería para atacar Otranto en el sur de Italia el mismo año. Las tropas se retiraron de Italia después de que la invasión francesa diseñada para coordinar con los esfuerzos otomanos no se materializara. Sin embargo, la victoria otomana en la Batalla de Preveza en 1538 dio a la coalición liderada por los Habsburgo otra derrota.

## 1540
En 1541, los otomanos intentaron tomar la fortaleza de Szigetvár. Sin embargo, una derrota humillante fue infligida a los Habsburgo en el asedio de Buda (1541). Juan Szapolyai había muerto en 1540 y su hijo era un bebe de pocas semanas de edad. Un ataque austriaco sobre Buda siguió a la noticia de la muerte de Juan, pero las apelaciones de la viuda de Juan a Suleiman no se quedaron sin respuesta y en 1541 el anciano general Rogendorf fue derrotado fuera de Buda, antes de que pudiera cruzar el Danubio y tomarlo. Al año siguiente Fernando sitio Pest, pero fue rechazado.
En abril de 1543 Suleiman lanzó otra campaña en Hungría, conquistando nuevamente Bran y otros fuertes por lo que gran parte de Hungría estaba bajo control otomano. Como parte de una alianza franco-otomana (véase también: alianza franco-húngara y Petar Keglevic), tropas francesas fueron enviadas para suministrar a los otomanos en Hungría: una unidad de artillería francesa fue enviada en 1543/44 y se unió al ejército otomano. En agosto de 1543, los otomanos tienen éxito en el cerco de Esztergom. El asedio sería seguido por la toma de la ciudad húngara de Szekesfehervar, en septiembre de 1543. Otras ciudades capturadas durante esta campaña son Siklós y Szeged con el fin de proteger mejor a Buda. Sin embargo, el retraso continuo de la presión hacia el oeste, debido al asedio de estas fortalezas, significó que los otomanos no pudieran lanzar cualquier nueva ofensiva contra Austria.
Desde 1548 hasta el final de la guerra, un tercio de infantería española que había luchado en la Guerra de Esmalcalda, dirigido por el maestre de campo Bernardo de Aldana, fue enviado a Hungría para luchar contra los partidarios de Juan Zapolya en nombre de Fernando. En realidad, el Sacro Emperador Romano Carlos V envió tropas españolas para ayudar a su hermano regularmente desde 1527 hasta 1553, un apoyo que resultó decisivo en Hungría.

## 1550
Un acuerdo de paz duró entre los Habsburgo y los otomanos hasta 1552, cuando Suleiman decidió atacar Eger. El asedio de Eger fue inútil; sus habitantes atribuyen la victoria al flujo constante de "sangre de toro" (vino) suministrada a ellos por las mujeres. En 1556, los turcos, una vez más trataron de tomar Szigetvár, pero tuvieron que retirarse cuando vieron un ejército de socorro austriaco avanzando hacia la ciudad.

## Consecuencias
En 1566 Suleiman lanzó un ataque más sobre Hungría creyendo que una victoria podría darle la felicidad que necesitaba en su vejez. Era demasiado viejo para hacer campaña y, a pesar de que murió durante la batalla de Szigetvár, su campaña fue un éxito en la toma de la fortaleza. Sin embargo, el asedio fue largo y difícil lo suficiente como para romper el impulso de la ofensiva otomana.
- Datos: Q3902588